# ウッドチップ

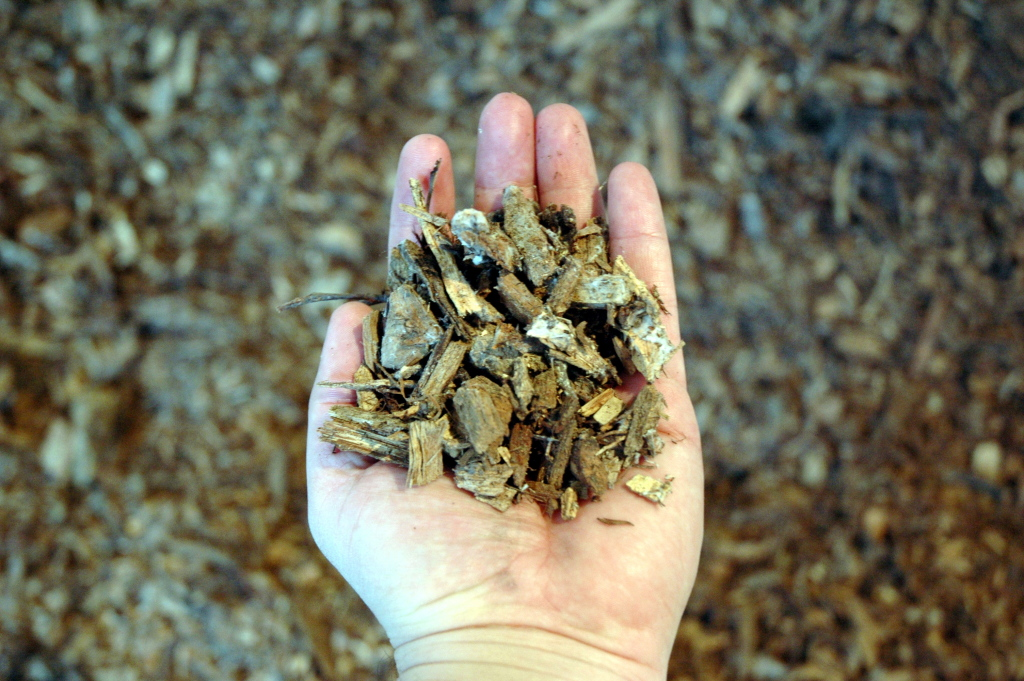
ウッドチップ

ウッドチップ（ウッドチップス、英: Woodchips）は、木材を破砕した製造物。

## 概要

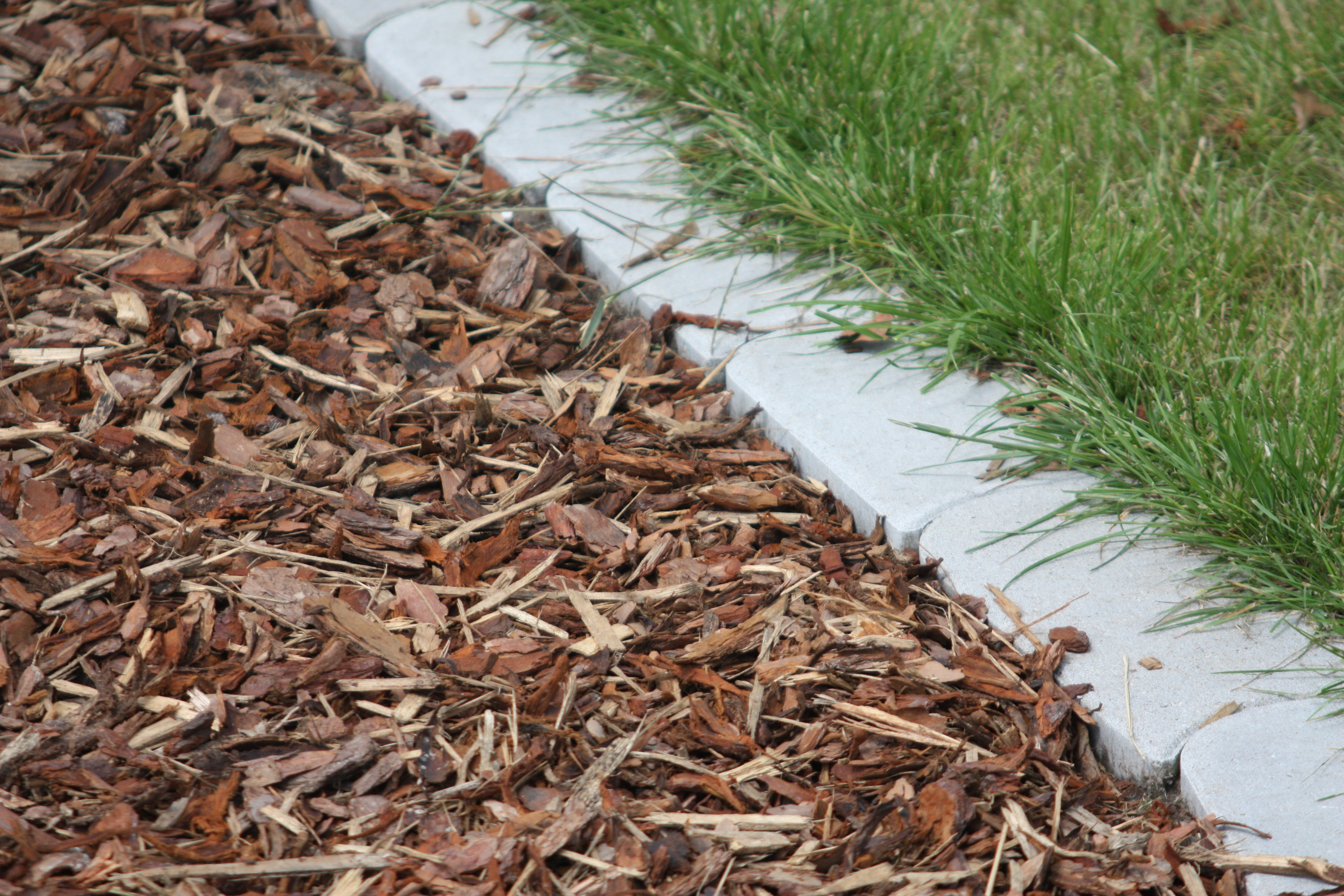
バークチップス

製造法には切削、クラッシャー、パンチングなどの製法がある。細かいチップだけでなく、用途によっては、細長い木くずなどを入れることもある。材料になるのは、桜、ヒバ、杉、ヒノキ、広葉樹などであり、ガーデニング資材、ドッグラン、製紙材料、バイオマス燃料、燻蒸などに用いられる。木材加工の際の端材や剪定くずのリサイクル利用のほか、小径木や間伐材をバージン材として利用する場合もある。なお、C/N比が高く植物の窒素飢餓を招くため、マルチング材として利用することで雑草の発育抑制には効果があるが、肥料や土壌改良材には向かない（詳細は堆肥化を参照のこと）。樹皮（バーク）からガーデニング資材、マルチング材として製造される物は、バークチップス（Bark chips）または、バークマルチとも呼ばれる。

## ウッドショックの影響
2020年に木材不足、価格高騰を引き起こしたウッドショックにより、輸入広葉樹チップの消費量は2020年4月時点で140万ｍ³だったが6月には約85万ｍ³にまで激減し、広葉樹丸太のチップ向けの価格は200円/ｍ³増加した。しかし2022年1月の輸入広葉樹チップの消費量は約120万m³であり、2021年との比は＋20％であったので現在は回復傾向にあるといえる。
一方で、2022年には価格上昇の影響から、計画中のバイオマス発電所の建設中止、撤退が相次ぐこととなった。